# Hydrophoria plumosa
Hydrophoria plumosa är en tvåvingeart som beskrevs av Wulp 1896. Hydrophoria plumosa ingår i släktet Hydrophoria och familjen blomsterflugor. Inga underarter finns listade i Catalogue of Life.